# Gare de Fontaines-d’Ozillac
Gare de Fontaines-d'Ozillac vasútállomás Franciaországban, Fontaines-d’Ozillac településen.

## Vasútvonalak
Az állomást az alábbi vasútvonalak érintik:
- Chartres–Bordeaux-vasútvonal

## Kapcsolódó állomások
A vasútállomáshoz az alábbi állomások vannak a legközelebb:
- Gare de Jonzac
- Gare de Montendre